# Hoher Wallgraben

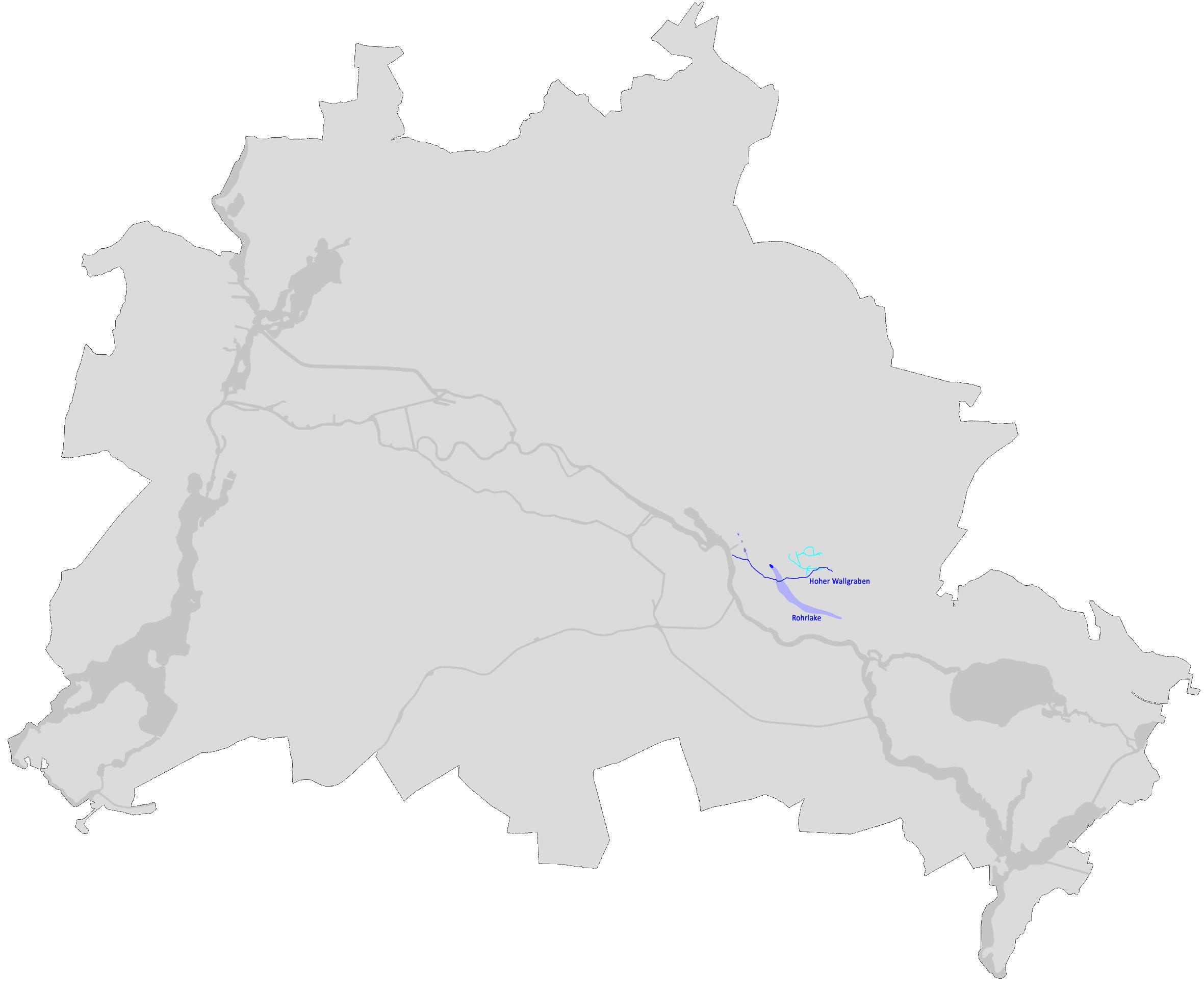
Verlauf des Hohen Wallgrabens

Der Hohe Wallgraben ist ein Wassergraben in Berlin-Karlshorst, der südlich vom Kraftwerk Klingenberg in die Spree mündet. Mit dem künstlich angelegten Graben schützten sich die Einwohner des ehemaligen Vorwerks gegen Überschwemmungen der Rohrlake. Das  1914 in Betrieb genommene Wasserwerk Wuhlheide verringerte die Überschwemmungsgefahr, sodass der Hohe Wallgraben an Bedeutung verlor.

## Beschreibung
Der Verlauf des Hohen Wallgrabens ist in weiten Teilen heute nicht mehr erkennbar. Er ist streckenweise eingerohrt oder liegt größtenteils einfach trocken. Durch den Bau der Einfamilienhaussiedlung Carlsgarten am Rande der Trabrennbahn Karlshorst wurden weitere Abschnitte aufgeschüttet. Im Bereich der Trabrennbahn kreuzte er die Rohrlake und speiste über diese indirekt auch den Seepark an der Liepnitzstraße. Ab der Rummelsburger Landstraße wurde der Hohe Wallgraben wieder freigelegt und bildet dort die Grenze zwischen den beiden Berliner Bezirken Lichtenberg und Treptow-Köpenick. Dieser Abschnitt wurde 2007 entrümpelt und renaturiert. Pläne für eine komplette Renaturierung von Hohem Wallgraben und Rohrlake im Bereich der Wuhlheide wurden in den 1990er Jahren diskutiert, jedoch nie umgesetzt. Ziel war neben dem ökologischen und städtebaulichen Aspekt auch die Entwässerung der Wuhlheide.
Seit 1934 trägt auch die hier verlaufende Wohnstraße diesen Namen.

## Belege
1. ↑  Hoher Wallgraben (Straße). In: Straßennamenlexikon des Luisenstädtischen Bildungsvereins (beim Kaupert)
2. ↑  Website der Berliner Wasserbetriebe mit Informationen zum Wasserwerk Wuhlheide (pdf); abgerufen am 24. März 2014

Koordinaten: 52° 28′ 59,88″ N, 13° 29′ 50,94″ O